# Кяй (приток Ивины)
Кяй (в верхнем течении Большой Кяй) — река в России, протекает по Прионежскому району Карелии.
Длина реки составляет 40 км, площадь водосборного бассейна — 243 км². Исток — Ломистые озёра западнее Деревянки. Протекает через Верхнее и Нижнее Кайгозёра, после чего пересекает железную дорогу Санкт-Петербург — Мурманск южнее Пяжиевой Сельги.
Устье реки находится в 22 км от устья Ивины по левому берегу.
Притоки:
- Малый Кяй (левый, впадает в 5,9 км от устья)
- Кегручей (левый, в 7 км от устья)

## Данные водного реестра
По данным государственного водного реестра России относится к Балтийскому бассейновому округу, водохозяйственный участок реки — Свирь без бассейна Онежского озера, речной подбассейн реки — Свирь (включая реки бассейна Онежского озера). Относится к речному бассейну реки Нева (включая бассейны рек Онежского и Ладожского озера).
Код объекта в государственном водном реестре — 01040100712102000012189.